# Dorcadion jacobsoni
Dorcadion jacobsoni är en skalbaggsart som beskrevs av Jakovlev 1899. Dorcadion jacobsoni ingår i släktet Dorcadion och familjen långhorningar.
Artens utbredningsområde är Kazakstan. Inga underarter finns listade i Catalogue of Life.